# Tempora

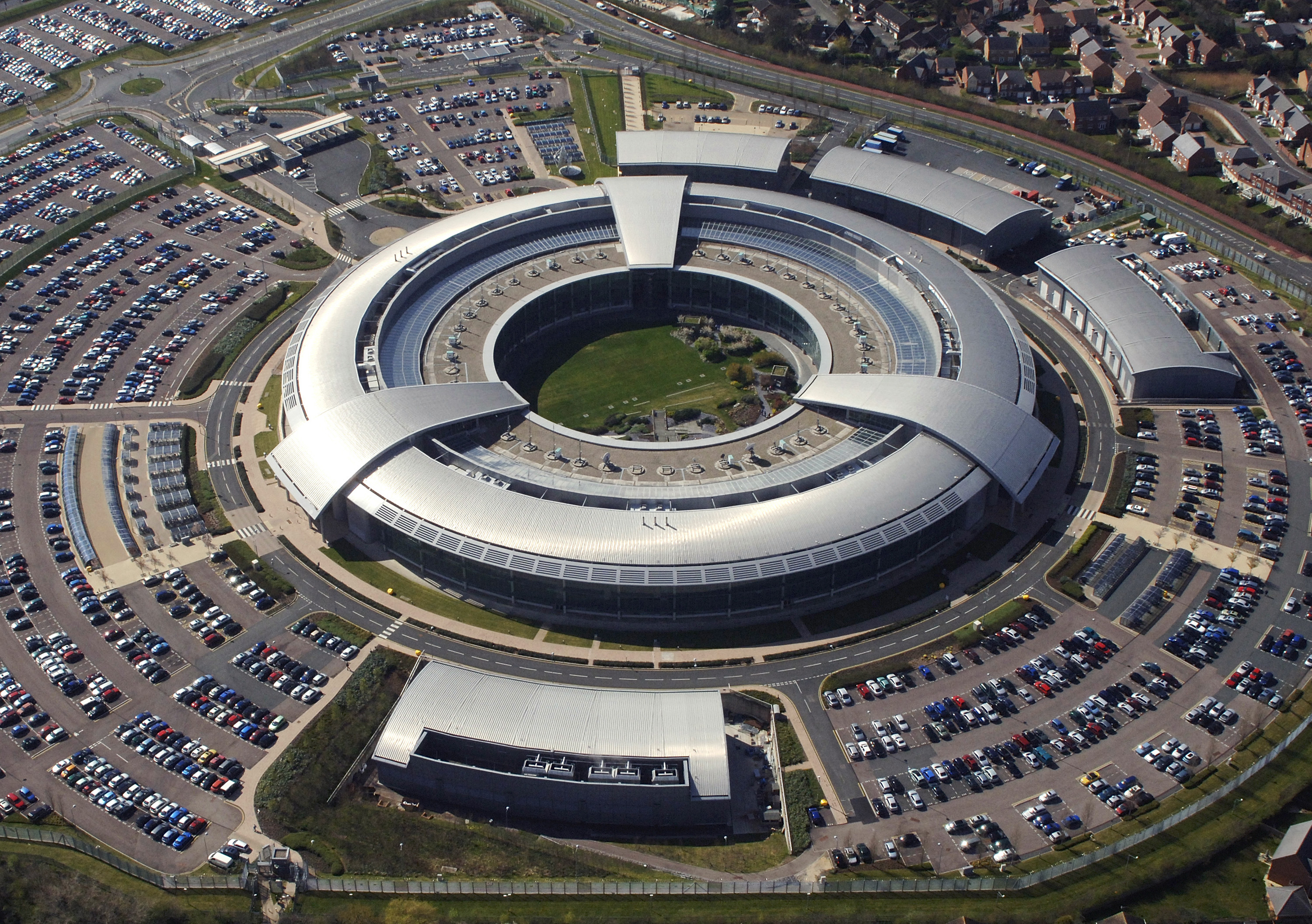
Центр урядового зв'язку Великої Британії в Челтнемі — оператор програми «Tempora»

Tempora — секретна програма комп'ютерного стеження, створена 2011 року і використовувана Центром урядового зв'язку Великої Британії (GCHQ) спільно з Агентством національної безпеки США. Факт існування програми став відомий від колишнього співробітника АНБ Едварда Сноудена, який надав ці відомості в червні 2013 року газеті Guardian.

## Програма
За даними Сноудена, два основних компоненти програми Tempora називаються «Mastering the Internet» і «Global Telecoms Exploitation», кожний з них веде збір даних з перехоплень телефонних розмов та Інтернет-трафіка в максимально можливих обсягах. В роботі програми використовується більше 200 оптоволоконних кабелів, отримані дані зберігаються протягом трьох днів, метадані зберігаються протягом 30 днів. За твердженнями деяких британських офіційних осіб, обсяг метаданих в Центрі урядового зв'язку (GCHQ) більший, ніж в АНБ. У травні 2012 року 300 аналітикам GCHQ і 250 аналітикам АНБ було доручено опрацювати масив накопичених даних. 
Guardian повідомляє, що перехоплення комунікацій, в тому числі приватних, ведеться, незважаючи на те, йде мова про підозрюваних у злочинах або невинних людей. Tempora веде записи телефонних дзвінків, змісту повідомлень електронної пошти, записів у Facebook та особистих профілів інтернет-користувачів. Сноуден зазначив, що «це не лише проблема США.... Вони [GCHQ] гірше, ніж США».
Створення Tempora було можливо лише в секретному партнерстві з комерційними компаніями, які були описані в документах GCHQ як «партнери з перехоплення». Персоналу GCHQ було наказано приховати походження даних в своїх доповідях з побоювань «політичних наслідків на високому рівні».  
Адвокати GCHQ відзначили, що неможливо вказати загальне число людей, що прослуховуються програмою Tempora, оскільки «це буде нескінченний список, який ми не зможемо контролювати». 
Запуску Tempora передував трирічний випробувальний період на базі станції радіоперехоплення в Корнуоллі. До літа 2011 року була створена мережа з 200 ліній передачі даних, кожна з пропускною здатністю 10 гігабіт в секунду. Аналітики АНБ брали участь у тестових випробуваннях, й Tempora була введена восени 2011 року, при цьому збір даних йшов спільно з АНБ. Останнім часом GCHQ веде технічну модернізацію каналів передачі даних, плануючи довести їхню пропускну здатність до 100 гігабіт на секунду.

## Реакція світового співтовариства
Міністерство оборони Великої Британії випустило конфіденційну пам'ятку для BBC та інших ЗМІ з проханням утриматися від подальших публікацій, пов'язаних з витоками інформації про програми типу PRISM та британську участю в них.
Американська армія обмежила доступ до вебсайту Guardian з початку витоку інформації про PRISM і Tempora «для того, щоб запобігти несанкціонованому розголошенню секретної інформації».
Федеральний міністр юстиції Німеччини Сабіна Лойтгойссер-Шнарренбергер написала в твіттері, що вважає програму «кошмаром» та зажадала, щоб європейські інститути розслідували цю справу. 
Ян Філіп Альбрехт, член Європейського парламенту від Німеччини та прес-секретар з питань юстиції та внутрішніх справ парламентської групи "Зелені — Європейський вільний альянс", закликав до санкцій проти Великої Британії за порушення зобов'язань, що стосуються захисту прав приватних осіб стосовно до обробки персональних даних відповідно до статті 16 Договорів Європейського Союзу.